# Lasse liten

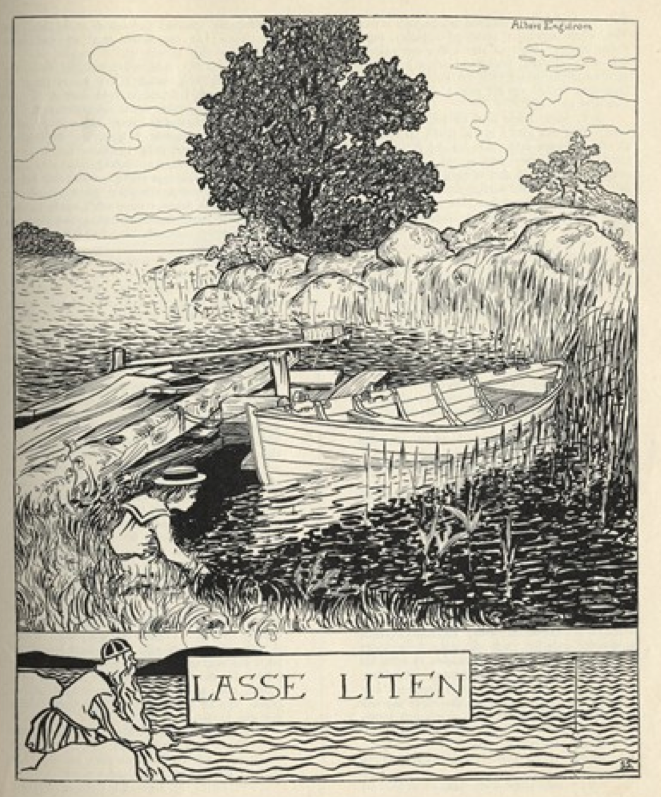
Illustration till Lasse, Lasse liten av Albert Engström ur den så kallade "konstnärsupplagan" av Läsning för barn, publicerad 1903.

Lasse liten, med inledningsorden Världen är så stor, så stor, är en dikt av Zacharias Topelius. 
Dikten ingår i en saga med samma titel som ingår i Läsning för barn, del V, som utkom 1880. Berättelsen handlar om en liten gosse som gör båtar av ärtskidor, skickar dem till olika världsdelar (representerade av platser nära hemstranden), följer efter med roddbåt men glömmer årorna. Nukku Matti (John Blund) låter honom följa båtarna till olika delar av världen, men överallt finns sådant Lasse är rädd för, såsom valar, bufflar, tigrar och stekande sol. Till sist är de tillbaka hemma där Lasses mamma steker plättar. I sagan sjunger drömmarna visan Lasse liten för Lasse och Lasse vaknar, åter vid hemstranden.

## Texten
Topelius text lyder i original:
Världen är så stor, så stor,

 Lasse, Lasse liten!

 Större än du nånsin tror,

 Lasse, Lasse liten!

 Där är hett och där är kallt,

 Lasse, Lasse liten!

 Men Gud råder öfverallt,

 Lasse, Lasse liten!

 Många mänskor lefva där,

 Lasse, Lasse liten!

 Lycklig den, som Gud har kär,

 Lasse, Lasse liten!

 När Guds ängel med dig går,

 Lasse, Lasse liten!

 Ingen orm dig bita får,

 Lasse, Lasse liten!

 Säg, hvar trifves du nu mest?

 Lasse, Lasse liten!

 Borta bra, men hemma bäst,

 Lasse, Lasse liten!

## Musik
Visan har fått en välkänd melodi av Alice Tegnér. Topelius text har fem strofer och Tegnér har tonsatt nr 1, 2 och 5 och gjort några smärre förändringar av texten. Sången publicerades första gången i Sjung med oss, Mamma!, häfte 4 från 1897, och därefter 1943 i Nu ska vi sjunga, under rubriken "Andra vackra sånger och visor".
Dikten Lasse liten har också tonsatts av Jean Sibelius i en sättning för röst och piano, op. 37 nummer 2.

## Inspelningar
En tidig inspelning av Tegnérs tonsättning gjordes i Sundbyberg i augusti 1925 av Mary Hjelte. Sången har också spelats in på spanska av Maria Llerena som "Chiquitico mio" på skivalbumet Chiquitico mio från 1988.